# زمردماهی سنت هلنا
زمردماهی سنت هلنا (نام علمی: Thalassoma sanctaehelenae) نام یک گونه از تیره زمردماهیان است.